# Piss On Pity
Piss On Pity (englisch: Piss auf Mitleid) ist ein Schlachtruf an die sich mit Behinderung befassenden Kreise der Weltpolitik. Die Implikation des Slogans ist nach Ansicht seiner Befürworter, dass Mitleid zwar eine positive, hilfreiche Emotion zu sein scheint, tatsächlich aber abfällig ist. Demnach basiert sie auf bewusster oder unbewusster Aversion gegen Menschen mit Behinderungen und auf Ableism, die diese Abneigung bewusst oder unbewusst repräsentieren.
Aktivisten, die den Slogan nutzen, erklären es als ihr oberstes Ziel, mit einem militanten, provokanten Slogan dieser Art die Botschaft zu vermitteln, dass, wie beim Antirassismus und Anti-Sexismus, sowohl auf Regierungs- als auch auf kultureller Ebene der weltweite gesellschaftliche Diskurs über Behinderung von Mitleid gesäubert und stattdessen inkludierende Praktiken und Gleichstellung gefördert werden muss.
Simi Linton (Psychologin): „Ableism beinhaltet die Idee, dass die Fähigkeiten einer Person oder seine Charaktereigenschaften von der Behinderung bestimmt werden, dass Menschen mit Behinderungen als Gruppe nichtbehinderten Menschen unterlegen sind.“